# 神前駅 (香川県)
神前駅（かんざきえき）は、香川県さぬき市寒川町神前にある四国旅客鉄道（JR四国）高徳線の駅である。駅番号はT16。駅表示パネルのコメントはみろくの里の駅。標高15m。

## 歴史
- 1952年（昭和27年）1月27日：日本国有鉄道高徳本線の駅として開業[3][4]。駅員無配置駅。
- 1963年（昭和38年）5月29日：有人駅となる[5]。
- 1972年（昭和47年）10月1日：再び駅員無配置駅となる[6]（簡易委託化）。
- 1987年（昭和62年）4月1日：国鉄分割民営化により、JR四国の駅となる[2]。

## 駅構造
単式ホーム1面1線を有する地上駅。

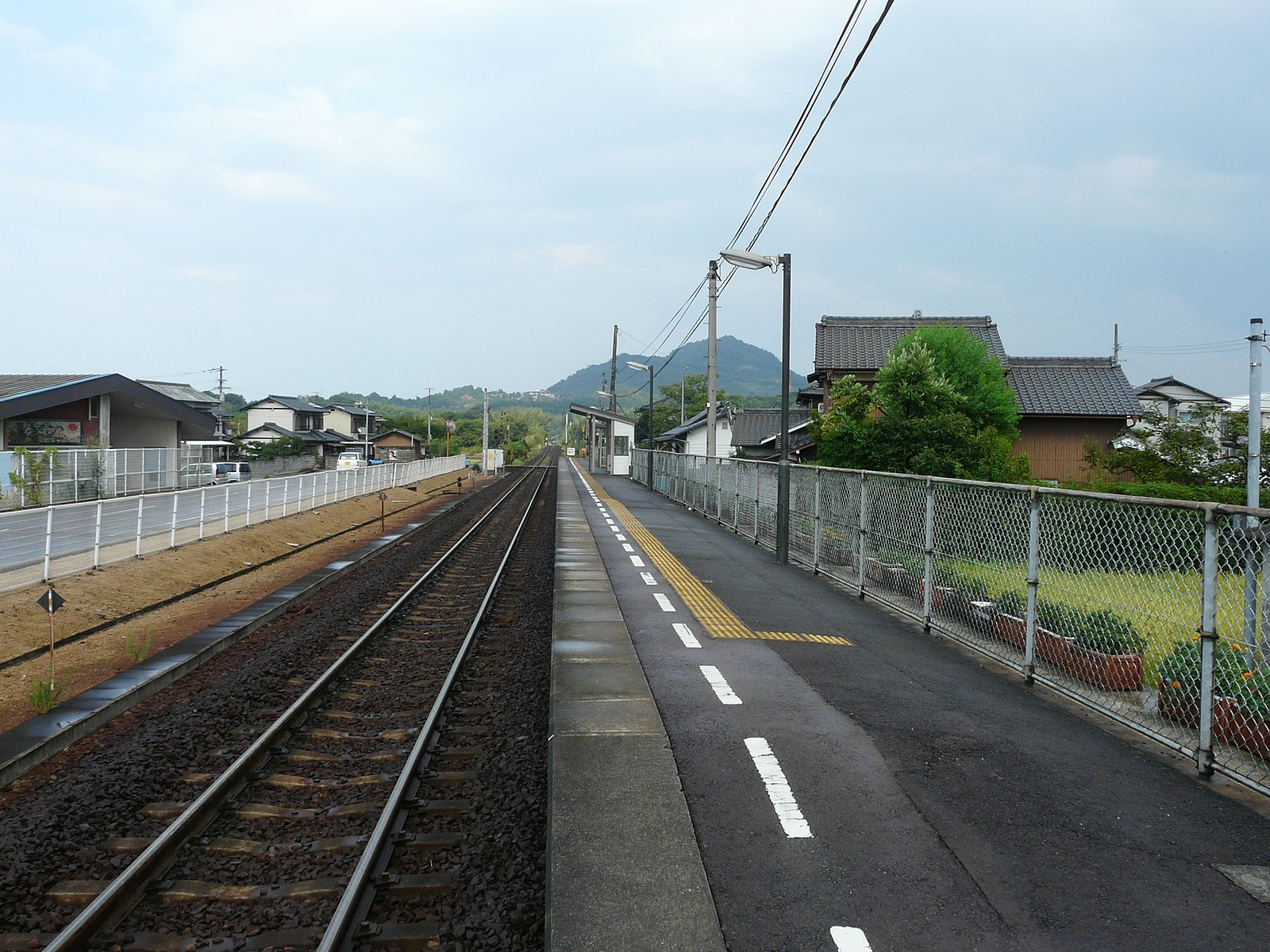
ホーム（2007年7月）

木造駅舎を有する。ホームには、雨よけの屋根がある木製の長椅子が置かれている。トイレ（汲取り式）あり。
2004年（平成16年）秋頃までは、駅舎内にて簡易委託により乗車券を販売していた。代わって自動券売機が稼動している。

## 利用状況
1日平均の乗車人員は以下の通り。
| 乗車人員推移 | 乗車人員推移 |
| 年度         | 1日平均人数  |
| ------------ | ------------ |
| 2008         | 453          |
| 2009         | 446          |
| 2010         | 494          |
| 2011         | 521          |
| 2012         | 537          |
| 2013         | 516          |
| 2014         | 484          |

## 駅周辺
- さぬき市立神前小学校
- 高松法務局寒川出張所
- 藤井学園寒川高等学校
- さぬき警察署神前駐在所
- 繁昌院
- 吉金窯跡
- 香川県道37号三木津田線
- 香川県道140号富田西鴨庄線
- 香川県道141号石田東志度線
- さぬき市コミュニティバス「JR神前駅西側」停留所

## 隣の駅
四国旅客鉄道（JR四国）
■高徳線
■普通
造田駅 (T17) - 神前駅 (T16) - 讃岐津田駅 (T15)